# キサントキシンデヒドロゲナーゼ
キサントキシンデヒドロゲナーゼ（xanthoxin dehydrogenase）は、次の化学反応を触媒する酸化還元酵素である。
キサントキシン + NAD+ = アブシジンアルデヒド + NADH + H+
すなわち、この酵素の基質はキサントキシンとNAD+、生成物はアブシジンアルデヒドとNADHとH+である。
組織名はxanthoxin:NAD+ oxidoreductaseで、別名にxanthoxin oxidase, ABA2がある。